# شي كيلي
شي كيلي (بالإنجليزية: Shae Kelley)‏ مواليد 29 سبتمبر 1991، هي لاعبة كرة سلة أمريكية. بدأت مسيرتها الاحترافية في سنة 2015. تم اختيارها من قبل فريق مينيسوتا لينكس خلال الدرافت. وتحمل الرقم 1. يبلغ طولها 6 قدم 1 بوصة (1.9 م). فازت بلقب دوري المحترفات. لعبت مع مينيسوتا لينكس في الاتحاد الوطني لكرة السلة النسائية.

## روابط خارجية
- شي كيلي على موقع الاتحاد الوطني لكرة السلة النسائية (الإنجليزية)
- شي كيلي على موقع كرة السلة الأوروبية.كوم (الإنجليزية)
- شي كيلي على موقع كلية كرة السلة في سبورتس رفرنس.كوم (الإنجليزية)
- شي كيلي على موقع بروبوليرز (الإنجليزية)
- شي كيلي على موقع سبورتس رفرنس (الإنجليزية)